# Penske Media Corporation
Penske Media Corporation (скраћено PMC; транскр.  Пенски медија корпорејшон) америчка је компанија која се бави мас-медијима, издаваштвом и информационим услугама, са седиштем у Лос Анђелесу и Њујорку. Објављује више од 20 дигиталних и штампаних брендова, укључујући Variety, Rolling Stone, Women's Wear Daily, Deadline Hollywood, , , Boy Genius Report, Robb Report, Artforum, ARTNews и друге. Председавајући и извршни директор компаније од оснивања је Џеј Пенски.
Поред медијских публикација, Penske Media Corporation је власник Фестивала музике и уметности Life Is Beautiful и 50 одсто South by Southwest-а. Такође је власник компаније Dick Clark Productions која укључује награде Златни глобус, Америчке музичке награде, награде Стрими, награде Академије кантри музике и Billboard Music Awards.